# İsmail Haktan Odabaşı
İsmail Haktan Odabaşı (* 7. August 1991 in İzmir) ist ein türkischer Fußballspieler.

## Karriere

### Verein
Odabaşı steht seit der Rückrunde der Saison 2009/10 in der ersten Mannschaft von Bursaspor. Sein Debüt in der Süper Lig gab der Mittelfeldspieler am 10. März 2010 gegen Kasımpaşa Istanbul. Bereits in seiner ersten halben Saison wurde Odabaşı mit Bursaspor türkischer Meister.
Für die Spielzeit 2012/13 wurde er an den Zweitligisten Denizlispor ausgeliehen.
Im Sommer 2013 wurde sein Vertrag mit Bursaspor nach gegenseitigem Einvernehmen aufgelöst. Anfang Juli 2013 wechselte er zum Zweitligisten Şanlıurfaspor. Im Frühjahr 2014 wechselte er innerhalb der TFF 1. Lig zu Boluspor.
Zur Saison 2015/16 wurde er vom Erstligisten Gaziantepspor verpflichtet. Dieser Verein verlieh ihn für die Rückrunde der Saison 2015/16 an den Zweitligisten Giresunspor. Nach seiner Rückkehr wurde der Vertrag bei Gaziantepspor aufgelöst. Zur Saison 2016/17 entschied er sich erneut für einen Wechsel zu seinem ehemaligen Verein Denizlispor. Hier konnte Odabaşı seine guten Leistungen nicht wiederholen und wurde nach einer öffentlichen Kritik am Trainer Ali Tandoğan aus dem Kader gestrichen. Der Vertrag wurde im Januar 2017 offiziell aufgelöst. Ein Tag nach seiner Vertragsauflösung wurde er vom Ligarivalen Manisaspor verpflichtet. Nach nur einem Jahr kehrte er wieder zu Denizlispor zurück. Zum Saisonende wurde der Vertrag in gegenseitigem Einverständnis aufgelöst, woraufhin Odabaşı erneut zu Boluspor wechselte. Nach dem folgenden Engagement bei Manisa FK hatte er eine Reihe Kürzestanstellungen, bis er im September 2021 bei Afjet Afyonspor einen neuen Vwerein fand.

### Nationalmannschaft
Im Rahmen des Turniers von Toulon 2012 wurde Odabaşı im Mai 2012 für die zweite Auswahl der türkischen Nationalmannschaft berufen. Die türkische A2 nominierte hierfür Spieler, die jünger als 23 Jahre waren, um die Altersbedingungen für das Turnier zu erfüllen. Die Mannschaft schaffte es bis ins Finale und unterlag dort der Auswahl Mexikos.

## Erfolge
Bursaspor
- Türkischer Meister: 2009/10

Zweite Auswahl der Türkischen Nationalmannschaft
- Vizemeisterschaft im Turnier von Toulon: 2012